# Anossia cerebrale

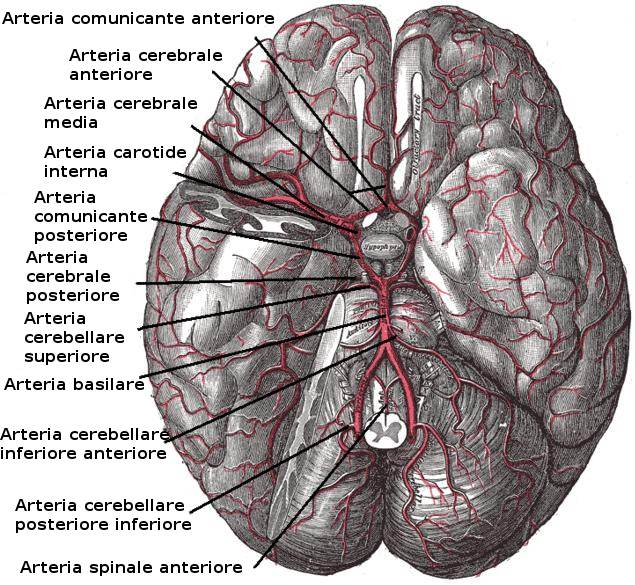
Arterie del cervello

L'anossia cerebrale è la mancanza di ossigeno alle cellule cerebrali; esse iniziano a morire nel giro di 4-5 minuti; il danno cerebrale diventa irreversibile dopo 10 minuti.
I danni possono variare, da lievi deficit motori e sensoriali, ad alterazioni della sfera affettiva e delle capacità cognitive, fino al coma e allo stato vegetativo.